# Quatre Llibres
Sishu o els Quatre Llibres (en xinès 四书/四書, en pinyin Sìshū) formen part de l'anomenat cànon confucià, conjunt d'escrits que componen el corpus de literatura confuciana. Van ser ordenats i publicats definitivament al segle xii dC per Zhu Xi, afegint-se als Cinc Clàssics i sent completats per diversos altres Clàssics, arribant així fins a tretze. Són compilacions de dites de Confuci i Menci i de comentaris dels seus deixebles.
Els Quatre Llibres són:
- Lun Yu (Analectes de Confuci o Converses de Confuci), un conjunt de màximes de Confuci que formen la base del seu moral i filosofia política.
- Daxue (El Gran Ensenyament), que tracta de qüestions socials i polítiques i que de fet és un capítol del Li Ji o Registre dels ritus amb comentaris atribuïts a Confuci i els seus deixebles.
- Zhong Yong (El mig invariable), interpretació metafísica del pensament de Confuci, feta probablement pel seu net Zi Si. A l'origen també era un capítol del Li Ji.
- Mengzi (el Llibre de Menci), converses del filòsof homònim, un dels principals seguidors de Confuci.